# إروين د. مانديل
إروين د. مانديل (بالإنجليزية: Irwin D. Mandel)‏ هو طبيب أسنان وعالم كيمياء حيوية أمريكي، ولد في 9 أبريل 1922، وتوفي في 26 مايو 2011.